# Mikhail Maksimochkin
Mikhail Maksimochkin, né le 28 août 1993 à Nijni Novgorod, est un sauteur à ski russe.

## Palmarès

### Jeux olympiques
Il participe à ses premiers Jeux olympiques à Sotchi en 2014. Lors de l'épreuve du grand tremplin, il se qualifie pour la finale. Lors de la première manche de la finale, il réalise un saut de 104 m, le permettant de prendre la 9e place. Mais, lors de la seconde manche il rate son saut (90,5 m) et prend la 30e place.
Lors des entraînements sur le grand tremplin, il chute et doit déclarer forfait pour le reste des Jeux olympiques.
| Épreuve / Édition | Sotchi 2014 |
| Petit tremplin    | 30e         |
| Grand tremplin    | -           |
| Par équipes       | -           |

### Championnats du monde
| Épreuve / Édition | Épreuve / Édition | Falun 2015 |
| Petit tremplin    | Petit tremplin    | 24e        |
| Grand tremplin    | Grand tremplin    | 31e        |
| Par équipes       | PT                | 6e         |
| Par équipes       | GT                | 7e         |

Légende : PT = petit tremplin, GT = grand tremplin 

### Championnats du monde de vol à ski
| Épreuve / Édition | Épreuve / Édition | Kulm 2016 |
| Individuel        |                   |           |
| Par équipes       | Par équipes       | 8e        |

### Championnats du monde junior
| Épreuve / Édition | Erzurum 2012 | Liberec 2013 |
| Individuel        | 41e          | 28e          |
| Par équipes       | 8e           | 7e           |

### Coupe du monde
Il marque ses premiers points lors de la saison 2013-2014.
- Meilleur classement général : 54e en 2014.
- Meilleur résultat individuel : 5e en janvier 2014.

#### Différents classements en Coupe du monde
| Année     | Classement général final |
| 2013-2014 | 54e                      |
| 2014-2015 | 60e                      |

## Universiade
- 2017 :
  - Médaille d'or par équipes.
  - Médaille d'argent en individuel.